# Vilfrid Šarf
Vilfrid Šarf (rođen 9.aprila 1955 u Braunau na Inu) je austrijski solista na citri i od 1989. profesor na privatnom muzičkom univerzitetu „Anton Brukner“ u Lincu.

## Život
Vilfrid Šarf je odrastao u porodici koja se bavila muzikom. Posle obaveznog školovanja i mature završio je u periodu od 1974-1977 pedagošku akademiju dijoceze u Lincu za oblast engleskog i muzičkog obrazovanja i 4 godine je radio u jednoj srednjoj školi.
Godine 1982. počeo je da studira citru na državnom konzervatorijumu u Tirolu kod profesora Petera Suitnera i 1985. godine i te studije je uspešno završio.
1989. godine otvoren je smer citra na Anton Brukner uiverzitetu u Lincu na čijem razvijanju je Vilfrid Šarf radio.
Od kraja 1980. godine nastupa kao solista a 1982. godine osniva ansambl „Salzburger Saitenklang”. Izvode klasične kompozicije za harfu, citru i gitaru.
Na novogodišnjem koncertu Bečke filharmonije 2014. godine pod vođstvom Danijela Barenbojma izvodio je citru solo u valceru „Gschichtn aus’m Wienerwald”, Johana Štrausa mlađeg.